# Burcewo (zamoszynskoje sielskoje posielenije)
Burcewo (ros. Бурцево) – chutor w Rosji, w obwodzie moskiewskim, w rejonie możajskim. W 2010 liczył 76 mieszkańców.